# South Foreland
South Foreland är en udde i Storbritannien.   Den ligger i riksdelen England, i den sydöstra delen av landet, 110 km öster om huvudstaden London.
Terrängen inåt land är platt. Havet är nära South Foreland åt sydost.  Närmaste större samhälle är Dover, 7,2 km väster om South Foreland. 